# SN 2009nj
SN 2009nj – supernowa typu IIn odkryta 17 grudnia 2009 roku w galaktyce A110636+3419. W momencie odkrycia miała maksymalną jasność 18,80m.